# Distretto di Kitamorokata
Il distretto di Kitamorokata (北諸県郡, Kitamorokata-gun?) è uno dei distretti della prefettura di Miyazaki, in Giappone.
Attualmente fa' parte del distretto solo il comune di Mimata.
| Controllo di autorità | VIAF (EN) 259924130 · NDL (EN, JA) 00398088 |